# Bart Nolles
Bart Nolles (Rotterdam, 29 november 1981) is een Nederlandse presentator en (sport)verslaggever. Nolles is vooral bekend van verschillende programma’s bij RTL 7, RTV Rijnmond en Viaplay.

## Loopbaan
Tussen 2003 en 2010 was Nolles bij RTV Rijnmond te zien als presentator en verslaggever, in 2017 keerde hij terug bij Rijnmond.
Vanaf 2008 werkte Nolles ook enkele jaren als verslaggever bij RTL Boulevard. In 2010 was hij werkzaam bij Voetbal International bij VI Radio en bij Omroep West als presentator van TV West Sport en ook diverse radio programma's.
Tussen 2015 en 2018 was Nolles verslaggever van de Europa League bij RTL 7. Ook was hij te zien als verslaggever in Voetbal Inside.
Sinds 2017 presenteert Nolles bij RTV Rijnmond FC Rijnmond en Radio Rijnmond Sport.
Bij RTL was Nolles presentator van het programma Tour du Jour. Sinds het seizoen 2018/2019 presenteerde Nolles samen met  Simon Zijlemans de uitzendingen van de Europa League bij RTL 7. In 2019 was Nolles sidekick in het programma VTBL, maar dat programma stopte na een aantal maanden. Ook was Nolles van 2019 tot 2021 af en toe te zien als presentator van RTL 7 Darts.  Nolles is sinds 2022 te zien als verslaggever en presentator bij Viaplay.

## Theater
Bart Nolles is initiator en presentator van de Rijnmond Big Band Show. Een theatershow, met een orkest en Nederlandse artiesten, met swing en easy listening. Bekende nummers uit het American Songbook worden gebracht. De Rijnmond Big Band Show is gratis toegankelijk en wordt uitgezonden op TV Rijnmond.

## Persoonlijk
Van 2018 tot 2021 had Nolles een relatie met politica Lilian Marijnissen.